# Belleville-en-Caux
Belleville-en-Caux är en kommun i departementet Seine-Maritime i regionen Normandie i norra Frankrike. Kommunen ligger i kantonen Tôtes som tillhör arrondissementet Dieppe. År 2022 hade Belleville-en-Caux 746 invånare.

## Befolkningsutveckling
Antalet invånare i kommunen Belleville-en-Caux
| Referens: INSEE |